# Rektor
En rektor er leder af en højere læreanstalt, typisk et gymnasium eller en videregående uddannelsesinstitution som fx et universitet.
Vicerektor kaldes på gymnasier m.m. ledende inspektor eller i ældre tid konrektor.

## Konrektor/prorektor
En konrektor var i tidligere tid en medforstander ved en (lærd) skole, men anvendtes også som embedstitel for den lærer, som i rang fulgte umiddelbart efter rektor. I dag kaldes stedfortræder for rektor ved danske universiteter "prorektor".

## Universiteter i Danmark
På danske universiteter er rektor ansat af universitetsbestyrelsen. Rektor ansætter og er leder over prorektorer og dekaner, og er sammen med bestyrelsesforpersonen den der typisk har mest styring af et universitet. Strukturen er vedtaget i universitetsloven. Før 2003 blev rektor fundet ved valg mellem medarbejdere. Rektorerne på de danske universiteter samarbejder i organisationen Danske Universiteter, også kendt som rektorkollegiet.